# Библиотека Аль-Будейри
Библиотека Аль-Будейри (араб. مكتبة العائلة البديرية Maktabat al-'A'ilat al-Budairiyya‎) — небольшая частная библиотека и архив, расположенные в Старом городе Иерусалима. Её коллекция включает около 900 рукописей, датируемых ещё XII веком нашей эры. Библиотека начиналась как личная коллекция иерусалимского шерифа шейха Мохаммада ибн Будейра ибн Мохаммада ибн Махмуда ибн Хубайша, также известного как Ибн аль-Хубайш или Шейх Будейр (1747—1805). Сегодня, как и многие старые семейные библиотеки Иерусалима, аль-Будейри стремится расширить научный доступ и повысить осведомлённость о своей ценной коллекции исторических документов посредством партнёрства с международными организациями культурного наследия.

## История
Библиотека Аль-Будейри возникла на базе личной библиотеки суфийского учёного XVIII века, шейха Мохамеда ибн Будейра Аль-Будейри, человека веры и знаний, который происходил из знатной семьи в Иерусалиме и жил в Старом городе; Аль-Будейри был родом из Хиджаза, учился в аль-Азхаре. Он также унаследовал множество объектов недвижимости от своего отца и купил многие другие самостоятельно, что свидетельствует об огромном унаследованном богатстве Аль-Будейри и почётном статусе семьи в Иерусалиме. Шейх Мохамед ибн Будейр начал собирать рукописи в 15 лет и постоянно пополнял свою библиотеку до своей смерти в 1805 году. В течение длительного периода до 2003 года библиотека была закрыта и заброшена. Семья Будейри отремонтировала библиотеку на средства членов семьи и вновь открыла её в 2003 году. С тех пор библиотека приобрела и отреставрировала ещё 520 рукописей, полученных в основном от членов большой семьи Будейри. Библиотека Аль-Будейри продолжает работать в доме шейха Мохамеда ибн Будейра Аль Будейри, как и указано в его завещании. Библиотека открыта для посещения по предварительной записи.
С конца 2008 года коллекция аль-Будейри подвергается консервации и оцифровке в рамках проекта Manumed, который сам осуществляется под эгидой совместного партнёрства между программой Euromed Heritage IV, финансируемой Европейским Союзом, и её местным партнером, Обществом арабских исследований. Коллекция оцифрована и доступна для просмотра на веб-сайте Музея и библиотеки рукописей Хилла.

## Коллекция
Коллекция библиотеки Аль-Будейри включает около 900 рукописей, начиная с XII века нашей эры, а также десятки печатных книг XX века и множество документов, связанных с историей семьи Аль-Будейри, включая дневники, личную переписку и юридические документы, относящиеся к позднему османскому периоду. Большая часть коллекции рукописей написана на арабском языке, хотя есть некоторые на османском турецком и персидском языках. Каталог рукописных фондов библиотеки был опубликован в 1987 году; однако в него не входят сотни рукописей, приобретённых после возрождения библиотеки с 2003 года. 636 рукописей, включённых в каталог 1987 года, были скопированы на микрофильм. Руководство библиотеки приступило к созданию нового комплексного каталога весной 2010 года, завершив работу над проектом каталога в январе 2011 года. По данным Палестино-американского исследовательского центра, примерно половина рукописей библиотеки хорошо сохранилась, ещё четверть нуждается лишь в переплёте, а остальные находятся в полностью или частично ветхом состоянии.
Согласно веб-сайту Manumed Project, коллекция рукописей Аль-Будейри включает 6 уникальных рукописей (это означает, что других известных копий произведения нет). В коллекцию также вошли 18 рукописей, переписанных самим шейхом Мухаммедом ибн Будейром. Самая старая рукопись в коллекции, «Послание Кашири», была написана в 1167 году н.э. В коллекции рукописей значительную долю занимают посвящённые исламской религии, кораническим наукам и суфизму.
В рамках проекта Manumed Project было оцифровано 900 рукописей. Файлы и метаданные должны были быть размещены на онлайн-платформе, разработанной проектом Manumed, под названием Цифровая библиотека арабских рукописей Иерусалима, как объявил в июне 2012 года Кристофер Грац, руководитель проекта регионального подразделения мониторинга и поддержки Euromed Heritage IV. Однако по состоянию на январь 2015 года Иерусалимская цифровая библиотека арабских рукописей всё ещё не существует; вместо этого файлы и метаданные оцифрованной коллекции рукописей аль-Будейри доступны через Цифровую библиотеку Средиземного моря Манумеда.

### Комментарии
1. ↑  Территория восточной части Иерусалима контролируется Израилем в результате аннексии, которая не признана большинством стран международного сообщества. Статус восточной части Иерусалима является одной из проблем израильско-палестинского конфликта. См. статьи Политический статус Иерусалима и Восточный Иерусалим.
 В перечень Объектов всемирного наследия ЮНЕСКО Старый город внесён без указания Израиля или палестинского государства, как государственного представителя, в отдельный раздел «Иерусалим», с пометкой об Иордании как стране, инициировавшей внесение объекта в перечень[1].